# Scripted Reality
Scripted Reality, Skript-Doku, Pseudo-Doku oder Pseudo-Doku-Soap ist ein Genre des Reality-TV, in dem die Dokumentation realer Ereignisse vorgetäuscht wird. Die Szenen werden dabei von Schauspielern (meist Laiendarstellern) nach Regieanweisung (Skript) gespielt.
Die Fernsehsender bezeichnen viele dieser Serien (bewusst) irreführend als „Doku-Soaps“. Auch in der Literatur wird nicht immer eine klare Trennung beider Genres vorgenommen, beide Begriffe werden synonym verwendet.
Bedingt durch das Zusammenwachsen der Medien im digitalen Raum (Medienkonvergenz) gab es in der Boulevardpresse Scripted-Reality-Experimente.

## Stil und Inhalt
Thema sind zumeist alltägliche, zwischenmenschliche Situationen, die mittels planmäßiger dramaturgischer Inszenierung (Drehbuch/Skript) den Anschein einer Dokumentation oder einer Reportage erwecken sollen. Diese Methodik erlaubt es dem Regisseur, die Sendung relativ real wirken zu lassen.
Wesentliche Merkmale sind:
- Ein dokumentarischer Stil täuscht als dramaturgisches Mittel Authentizität vor.
- Alle handelnden Personen agieren nach einem Drehbuch.
- Handelnde Personen werden meist von gecasteten Laiendarstellern gespielt.
- Häufig sind eine gewisse Neigung zu Voyeurismus und Vulgarität.
- Die frei erfundenen Geschichten bedienen oft bestehende Vorurteile.[4]
- In Deutschland steht oftmals der Hinweis im Abspann: „Alle handelnden Personen sind frei erfunden.“

## Deutschland

### Wahrnehmung und Kritik
Die Sendung Panorama beschäftigte sich unter dem Titel „Das Lügenfernsehen“ mit dem Thema.
Daran anschließend wird seit Juli 2011 verstärkt über eine Kennzeichnungspflicht von Scripted Reality diskutiert. Der damalige medienpolitische Sprecher der CDU/CSU-Bundestagsfraktion Wolfgang Börnsen äußerte sich: „Wir können es uns nicht leisten, nur durch ein Schlichtprogramm zu informieren.“ Der ehemalige Bundesminister Christian Schwarz-Schilling forderte eine „klare Kennzeichnung von Fiktion im Informationsprogramm“. Christian Körner, Sprecher des Fernsehsenders RTL, verwies dagegen darauf, dass diese Sendungen am Nachmittag klar als Unterhaltung ausgewiesen würden. Medienexperte und Leiter des Deutschen Digitalinstituts Jo Groebel beklagt: „Man kann an diesen Formaten eine ganze Menge bemängeln, die Art und Weise, wie sie gekennzeichnet werden, zum Beispiel.“
Eine Studie der Gesellschaft zur Förderung des internationalen Jugend- und Bildungsfernsehens ergab im Jahr 2011 nach der Befragung von 861 Schülern, dass nur 22 Prozent der Zuschauer zwischen 6 und 18 Jahren Scripted-Reality-Sendungen als fiktiv erkennen. Knapp die Hälfte meint, es würden echte Fälle nachgespielt, und 30 Prozent glauben, es würden die tatsächlichen Erlebnisse der gezeigten Menschen dokumentiert. Insbesondere häufig und jüngere Zuschauer erkennen die Inhalte nicht als Fiktion.
In der Folge vom 27. April 2013 interviewt Holger Kreymeier von Fernsehkritik-TV Mitarbeiter der Freiwilligen Selbstkontrolle Fernsehen zu den Folgen von Scripted Reality für deren Darsteller. Hier sieht die FSF keinen eigenen Handlungsbedarf, bestätigt jedoch, dass der Druck, der auf die Teilnehmer ausgeübt wird, wenn diese nicht den Anweisungen der Regie Folge leisten, unverhältnismäßig bis rechtswidrig ist. Kreymeier bemerkt, dass die Mitspieler in Scripted Reality-Sendungen gegenüber den Produktionsunternehmen wenig Chancen sehen, gerichtlich vorzugehen.
Im deutschsprachigen Raum haben sich mehrere Scripted-Reality-Formate etabliert:
- Gerichtsshows, in denen eine Gerichtsverhandlung simuliert wird
- Doku-Dramen, in denen fiktive oder wahre Situationen von Schauspielern oder den wirklichen Protagonisten nachgespielt werden
- Fiktive Reportagen, in denen fiktive Einsätze im Alltag von Polizei, Notfallrettung oder Feuerwehr nachgespielt werden

## Internationale Beispiele

### Europa
- Niederlande: International erregte die umstrittene De Grote Donorshow des niederländischen Senders Barts Neverending Network Aufsehen, in der 2007 täuschend echt eine Transplantation als Reality-Spielshow inszeniert wurde, die sich im Nachhinein aber als gespielt entpuppte.[11]

### Nordamerika
- USA: Das Original der Dating-Show Temptation Island lief ab Januar 2001 bei Fox Broadcasting Company und hat unter anderem Ableger in Großbritannien, Australien, Italien, Spanien, Russland und Rumänien hervorgebracht.[12]

- USA: seit 2020 zählt Love Is Blind zu den beliebtesten Reality-Formaten auf Netflix und hat bereits Spin-Offs in Brasilien und Japan. Demnächst wird es mit „Love is Blind: Germany“ eine deutsche Version geben.[13]

- USA: für die, 2020 entstandene, Tierfilm-Serie „Tiny Creatures“ wurden echte Tiere verwendet, die jedoch nie, wie es den Anschein macht, in Gefahr geraten, da es sich um eine Pseudo-Doku handelt. Zuschauer waren enttäuscht, dass Netflix die Serie (zu Unrecht) als vermeintliche Dokumentation anpries.[14]